# Shatha Hassoun
Shatha Amjad Al-Hassoun (en árabe: شذى أمجد الحسون‎; nacida el 3 de marzo de 1981 en Casablanca, Marruecos), más conocida como Shatha Hassoun, (en árabe: شذى حسون‎) es una cantante árabe con ascendencia iraquí y marroquí, que saltó a la fama como ganadora de la 4ª temporada del programa de televisión de talentos pan-árabes Star Academy Mundo Árabe. Ella fue la primera mujer en ganar la competencia. Actualmente es una de las más populares cantantes, tanto en el Medio Oriente como en la región de Magreb, y es conocida como la "hija de Mesopotamia".

## Biografía
Hassoun es hija de un conocido periodista iraquí de Al-Hilla, y su madre es una profesora de historia marroquí de Safi. Al crecer dividía su tiempo entre Marruecos y Francia. Estudió literatura inglesa en Casablanca y continuó sus estudios en la universidad, en Tánger, donde ingresó en el programa de Gestión de hotelería y turismo. Luego continuó sus estudios en Francia, donde obtuvo su grado de maestría.
Tiene la capacidad de cantar en varios idiomas y dialectos como árabe, inglés, francés, español, italiano y alemán.
Su familia, que incluye a sus padres y un único hermano, residen en Marruecos, mientras que ella actualmente vive en Dubái.
En 2007, ganó la competencia de talentos Star Academy 4, convirtiéndose en la primera mujer ganadora. Su interpretación de la canción "Bagdad" de la cantante libanesa Fairouz obtuvo el 54.8% de los votos, lo que le permitió llegar a la final. Junto con los cuatro finalistas, Hassoun, ganó la competencia al recibir el 40 por ciento de los votos.
Ha participado en una serie de televisión llamada Rasael Men Ragol Mayet (Cartas de un hombre muerto), junto con el actor sirio Ghassan Masoud. La serie habla sobre los problemas de la sociedad iraquí entre 1979 a 2005. Dirigida por Hassan Hosny, fue filmada en Siria y transmitida en exclusiva por Al-Baghdadia TV en el mes del Ramadán de 2008.

## Premios
- 2007 Murex D'or Award - Mejor Artista en ascenso (celebrado en el Casino du Liban)
- 2008 DG Festival Award - Mejor Cantante femenina
- 2008 Art Festival Award - Mejor Cantante femenina
- 2009 Murex D'or Award

## Discografía

### Sencillos
| Título                         | Año de Lanzamiento |
| ------------------------------ | ------------------ |
| "Smallah Smallah"/"Ebin Bladi" | 2007               |
| "ROUH"                         | 2007               |
| "Eshaq"                        | 2008               |
| "Aleik Como al"                | 2008 (comercial)   |
| "Allela 7elowa"                | 2008               |
| "Mza'elni"                     | 2009               |
| "La Ley De Alf Marra"          | 2009               |
| "Ba3 7waya"                    | 2010               |
| "Wa ed Argoob"                 | 2010               |
| "Shofi baink o baina"          | 2010               |
| "Alsaa aa"                     | 2010               |
| "Sha3lha"                      | 2011               |

### Primer Álbum ( Wajh Thani )
| Título                 | Año de Lanzamiento |
| ---------------------- | ------------------ |
| "Mo Kader"             | 2012               |
| "Mno el Ma3nda Madi"   | 2012               |
| "Alaa eldeen"          | 2012               |
| " Ya 3ma"              | 2012               |
| "khaloh"               | 2012               |
| "khalk hn"             | 2012               |
| "T3al A5tobni"         | 2012               |
| "Ma Abeek"             | 2012               |
| " Tsadg wala matsadeg" | 2012               |
| "Wajh Thani"           | 2012               |
| "Sha3lha"              | 2011               |
| " Al Kalam el Jare7"   | 2012               |

## Filmografía

### Televisión
- Rasael Men Ragol Mayet (Cartas de un hombre muerto) - 2008
- So you think you can dance